# حاجة

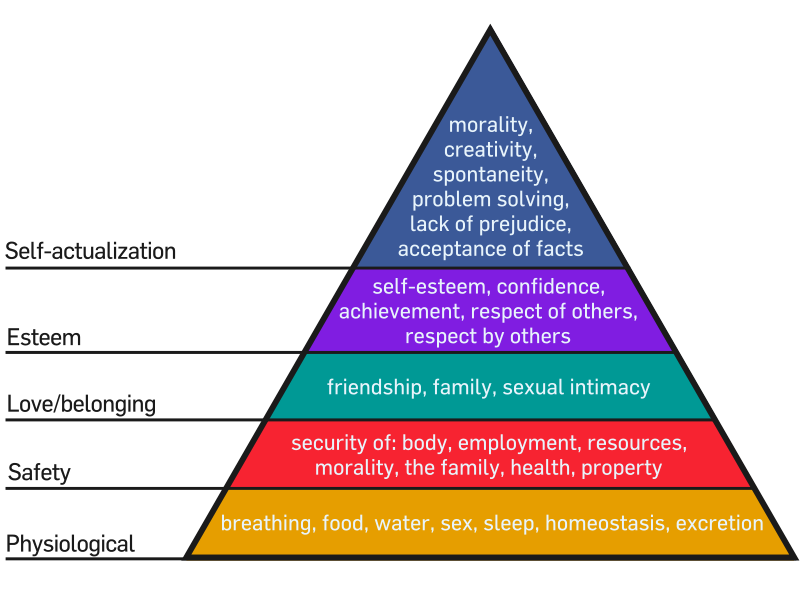

الحاجة هي شعور بالحرمان يلح على الفرد مما يدفعه للقيام بما يساعده للقضاء على هذا الشعور لإشباع حاجته. تختلف الحاجة عن الرغبة.

## أنواع الحاجات
يوجد أكثر من تصنيف للحاجات فقد تقسم إلى حاجات أوليه وحاجات اجتماعية.
- الحاجات الأولية هي الحاجات الازمة لحفظ وجود الإنسان مثل الغذاء والملبس والمسكن.
- الحاجات اجتماعية وهي التي يفرضها التطور الاجتماعي مثل التعلم واكتساب الخبرات وتوفير وسائل النقل.

وقد تقسم الحاجات إلى حاجات فردية وحاجات جماعية.
- الحاجات الفردية هي الحاجات التي يقتصر نفعها على شخص واحد مثل الغذاء.
- الحاجات الجماعية هي التي يرجع نفعها لعدد كبير من الأفراد مثل الحاجة إلى الأمن والعدالة.

## خصائص الحاجات
- قابليتها للإشباع: فاستخدام الوسائل المناسبة يؤدي تدريجيا إلى تناقص الشعور بالحرمان
- الزيادة المستمرة: فكلما نجح الفرد والمجتمع في اشباع حاجة معينة تظهر حاجات جديدة ذات أهمية متزايدة
- التطور المستمر: كلما زاد تقدم الإنسان تتطور حاجاته